# Meda (Olaszország)
Meda település Olaszországban, Lombardia régióban, Monza e Brianza megyében. Lakosainak száma 23 388 fő (2023. január 1.). Meda Barlassina, Cabiate, Lentate sul Seveso, Seregno és Seveso községekkel határos.

## Népesség
A település lakossága az elmúlt években az alábbi módon változott:
| Lakosok száma | 23 493 | 23 387 | 23 463 | 23 388 |
|               | 2013   | 2017   | 2018   | 2023   |